# Utnapisztim

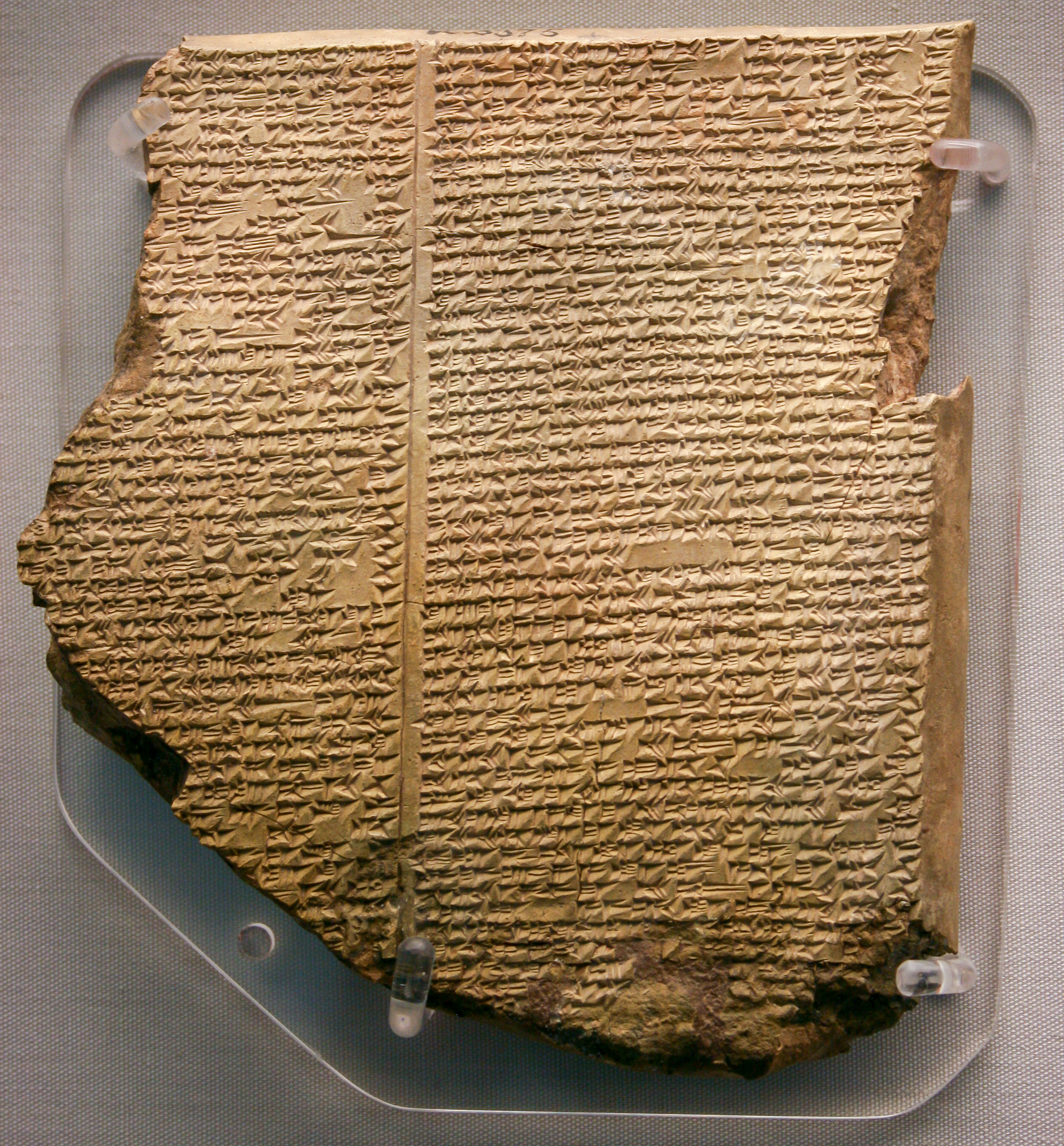
XI tabliczka Eposu o Gilgameszu z opisem potopu; zbiory British Museum

Utnapisztim (akad. Uta-napištam, tłum. „on znalazł życie”) – postać występująca w akadyjskim Eposie o Gilgameszu, syn sumeryjskiego króla Ubara-Tutu z miasta Szuruppak, ocalony z potopu przez boga Enki. Odpowiednik Ziusudry z sumeryjskiej opowieści o potopie, Atra-hasisa z akadyjskiego Eposu o Atra-hasisie, Ksisutrosa z dzieła Babyloniaka Berossosa i biblijnej postaci Noego.
Według Eposu o Gilgameszu Utnapisztim był jednym z niewielu ludzi, którzy ocaleli z potopu sprowadzonego przez bogów za namową Enlila. Ostrzeżony przez przychylnego mu boga Enkiego, Utnapisztim zbudował statek, na którym pomieścił swoją żonę, krewnych, sługi i dobytek oraz rośliny i zwierzęta wszystkich gatunków. Gdy nadszedł potop, unoszący się na falach korab dał wszystkim bezpieczne schronienie. Po siedmiu dniach stawiania czoła burzom podczas potopu statek osiadł na górze Nimusz. Po następnych siedmiu dniach Utnapisztim wypuszcza kolejno gołębia, jaskółkę i kruka. Ten ostatni już nie wrócił, co świadczyło, że wody potopu opadły i ptak znalazł miejsce, aby usiąść. Przybiwszy do lądu, Utnapisztim wypuścił wszystkie zwierzęta, zasadził wszystkie rośliny i złożył ofiary bogom. Skutki nierozważnie wywołanej katastrofy przeraziły bogów, którzy pożałowali swojej decyzji. W nagrodę za uratowanie życia ludzi i zwierząt obdarowali Utnapisztima wraz z żoną nieśmiertelnością.